# Драган Савић
Драган Савић (Петровац на Млави, 6. мај 1923 — Београд, 12. јануар 2009) био је српски аутор стрипова, карикатуриста, сликар и новинар. Један је од оснивача листа Ошишани јеж, део нараштаја „Златног доба српског стрипа“ (1935—1941) и аутор маскоте Београда, врапца Џивџана.

## Стрипска каријера
Иако је рођен у Петровцу на Млави, детињство и младост проводи у Београду. Веома рано се интересује за стрип, који тих година бележи велику експанзију у Краљевини Југославији. Још као омладинац, пре Другог светског рата, објављује стрипове на страницама београдских листова Дечје време, Време, Млада крила, и као најважније, сторије рађене са најплоднијим сценаристом тзв. „Златног доба“, Бранком Видићем, за лист Микијево царство у раздобљу 1939 — 1941. Савић се у Микијевом царству први пут јавља у 25. броју са Видићевом адаптацијом класика дечје књижевности „Краљевић и просјак“. Убрзо исти тандем започиње и нову епизоду већ популарног серијала „Џунгла Вед“ којег је у конкурентском Мика Мишу креирао Ђука Јанковић. Све до бомбардовања Београда и гашења Микијевог царства Видић и Савић објављују стрипове „Бен Хур“, „Пламени пилот Џером Хучисон“ и научно-фантастични „Космогенит“ који Савић потписује под псеудонимом Роус Хоган. Крајем 1940. Савић самостално почиње свој последњи стрип у Микијевом царству, нову епизоду  „Тарцанета“ (наставак стрипа Николе Навојева). Током окупације на страницима листа "Стрип књига" који је покренут током 1942. објављује реалистичке сторије "Прави пут", "Два брата" и "Ватра". Лист се убрзо гаси и ниједан од ових стрипова није довршен. Више од годину дана касније на страницама "Малог забавника" објавиће стрип "Др Пјер".
Даљи Савићев ангажман биће готово у потпуности везан за карикатуру и илустрацију. Ова каријера почиње за вријеме рата на страницама листа 21. српске дивизије "Борац". Крајем 1945. и почетком 1946. Савић се накратко враћа стрипу у листу "Комета" са "Кашчејем Бесмртним", инспирисан истоименим совјетским филмом који је тада био попларан. Неуспех овог листа практично је значио и и крај његове каријере на пољу стрипа. Убрзо се запошњава у "Јежу", а од 1953. прелази у "Борбу"  гдје остаје до пензионисања.

## Награде и признања (избор)
- Награда за карикатуру „Пјер“, Београд
- Прва награда на конкурсу „Олимпијски хумор“, Београд
- Прве награде на светском конкурсу „Карикатура у борби за мир“, Њујорк
- Златна медаља Бијенала хумора, Толентино
- Сребрна медаља са палмом на фестивалу у Бордигери